# Ashok Mehta
Ashok Mehta (inaczej Ashok Mahto ur. 1947, zm. 15 sierpnia 2012 w Bombaju) – indyjski operator i reżyser filmowy. 2 nagrody i 1 nominacja za zdjęcia do 36 Chowringhee Lane i Moksha: Salvation.

## Filmografia

### Operator
1. God Tussi Great Ho (2008) (w produkcji)
2. Meridian Lines (2007)
3. I See You (2006)
4. Family: Ties of Blood (2006)
5. No Entry (2005)
6. Kisna: The Warrior Poet (2005)
7. Chalte Chalte – Blisko siebie (2003)
8. Serce ze złota (Dil Ka Rishta) (2003)
9. Oczy (2002)
10. Moksha: Salvation (2001) – też reżyseria, produkcja i scenariusz
11. Dr. Babasaheb Ambedkar (2000)
12. Gaja Gamini (2000)
13. Pukar (2000)
14. Gupt: The Hidden Truth (1997)
15. The Making of the Mahatma (1996)
16. Trimurti (1995)
17. Królowa bandytów (1994)
18. Khal Nayak (1993)
19. Saudagar (1991)
20. Ram Lakhan] (1989)
21. Sati (1989)
22. Ijaazat (1987)
23. Susman (1987)
24. Zindagani (1986)
25. Trikal (Past, Present, Future) (1985)
26. Andar Baahar (1984)
27. Utsav (1984)
28. Paroma (1984)
29. Mandi (1983)
30. Jawalaa Dahej Ki (1982)
31. 36 Chowringhee Lane (1981)
32. Hamare Tumhare (1979)